# Ministerium für Arbeit, Soziales und Familie

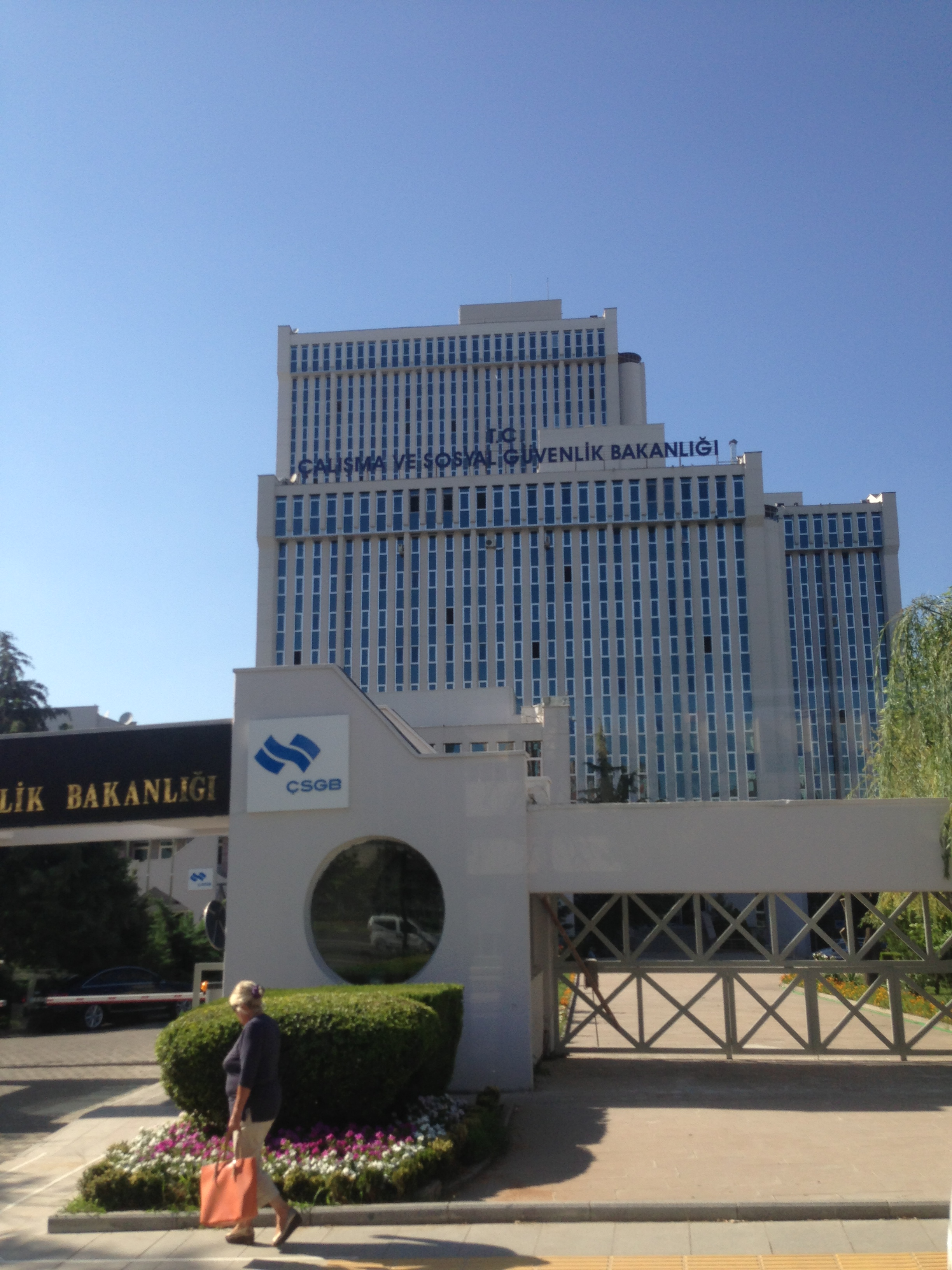
Das Hauptgebäude des Ministeriums in Ankara

Das türkische Ministerium für Arbeit, Soziales und Familie (türkisch Türkiye Cumhuriyeti Çalışma, Sosyal Hizmetler ve Aile Bakanlığı) ist ein Ministerium der Türkei. Es ist zuständig für alle Fragen bezüglich Familienleben, Arbeitswelt, soziale Sicherheit und soziale Dienstleistungen. Das Ministerium hat seinen Hauptsitz am İnönü Bulvarı in Ankara. Amtierende Arbeits- und Sozialministerin ist Zehra Zümrüt Selçuk.

## Geschichte
Das Ministerium wurde am 27. Juni 1945 mit der Veröffentlichung des Gesetzes Nr. 4763 als Ministerium für Arbeit gegründet und mit dem Gesetz Nr. 4841 vom 30. Januar 1946 erweitert. Im Jahr 1974 wurde das Ministerium für soziale Sicherheit gegründet und die Sozialversicherung für Arbeitnehmer und für Selbstständige dem Ministerium unterstellt. 1983 wurden das Ministerium für Arbeit und das für soziale Sicherheit vereint.
Mit dem Beginn der neuen Legislatur am 9. Juli 2019 wurde das Ministerium umbenannt. Früher hieß es Ministerium für Arbeit und soziale Sicherheit.

## Aufgaben
Das Ministerium ist innerhalb der türkischen Regierung verantwortlich für Arbeitsmarktpolitik, Arbeitsrecht, Arbeitsschutz und soziale Sicherung.

## Organisation
Das Ministerium wird von einem Minister geführt, den ein Stellvertreter und ein Staatssekretär unterstützen. Vier stellvertretende Staatssekretäre führen die Abteilungen:
- Generaldirektorat für Arbeit
- Generaldirektorat für Außenbeziehungen und Dienstleistungen für Arbeitnehmer im Ausland
- Generaldirektorat für Arbeitsmedizin und -sicherheit
- Generaldirektorat für die internationalen Arbeitskräfte
- Direktorat für die Europäische Union und Finanzierungshilfen
- Direktorat für strategische Entwicklung
- Abteilung für Verwaltungs- und Finanzangelegenheiten
- Trainings- und Forschungszentrum für Arbeit und soziale Sicherheit
- Abteilung für Personalangelegenheiten
- Abteilung für Informationstechnologie
- Justiz-Abteilung

Unterstellt sind dem Ministerium auch die Arbeitsämter, die Personalverwaltung der staatlichen Beamten und Angestellten und die Sozialversicherungen.